# Braies-tó
A Braies-tó vagy Pragsi-tó (németül: Pragser Wildsee vagy Praxer Wildsee, olaszul: Lago di Braies), egy kis alpesi tó Dél-Tirolban, Trentino-Alto Adige régióban, Észak-Olaszországban. A Dolomitok északi részén, a Puster-völgy egyik mellékvölgyében, a Braies-völgyben (vagy Pragsi-völgyben) fekszik, 1496 m tengerszint feletti magasságban. Három oldalról magas hegycsúcsok veszik körbe, a lenyűgöző látvány miatt turisták kedvelt célpontja.

## Elhelyezkedése
Bolzanótól kb. 97 km-re, a Fanes–Sennes–Braies nemzeti parkban található, a Croda del Becco (németül Seekofel, ladinul Sass dla Porta, 2810 m) sziklafalának tövében. Mintegy 31 hektáron terül el, hossza 1,2 km, szélessége 300–400 m. Dél-Tirol egyik legmélyebb tava: átlagos mélysége 17 m, legmélyebb pontja 36 m. Hegyomlással keletkezett: a Sasso del Signore (jelentése: „az Úr sziklája”) omladéka elzárta a Braies-patak útját.

## Elnevezései
Régebbi évszázadokból csak német elnevezései ismeretesek. 1296-ban Hünz an den Se, 1330-ban Praxersee, 1400-ban See in Prags, 1620-ban Pragsersee néven említik. 1885-ben már Pragser Wildsee néven: a wild- előtag megjelenése (jelentése: vad) valószínűleg annak a következménye, hogy a hegymászás ebben az időszakban kezd tömegsporttá válni. A Dolomitok, Tirol déli felével együtt az első világháború után, az 1919-es saint-germaini békeszerződés értelmében került az Osztrák–Magyar Monarchiától az Olasz Királysághoz. Az olasz elnevezés, Lago di Braies csak 1940-ben bukkan fel először.
1943-ban a Dolomitok és Dél-Tirol, Észak-Olaszországgal együtt német megszállás alá került. A tó partján álló Hotel Pragser Wildsee-ben a németek politikai foglyokat tartottak, köztük Kállay Miklós magyar miniszterelnököt. A foglyok a háború végén szabadultak.

## Keletkezésének legendája

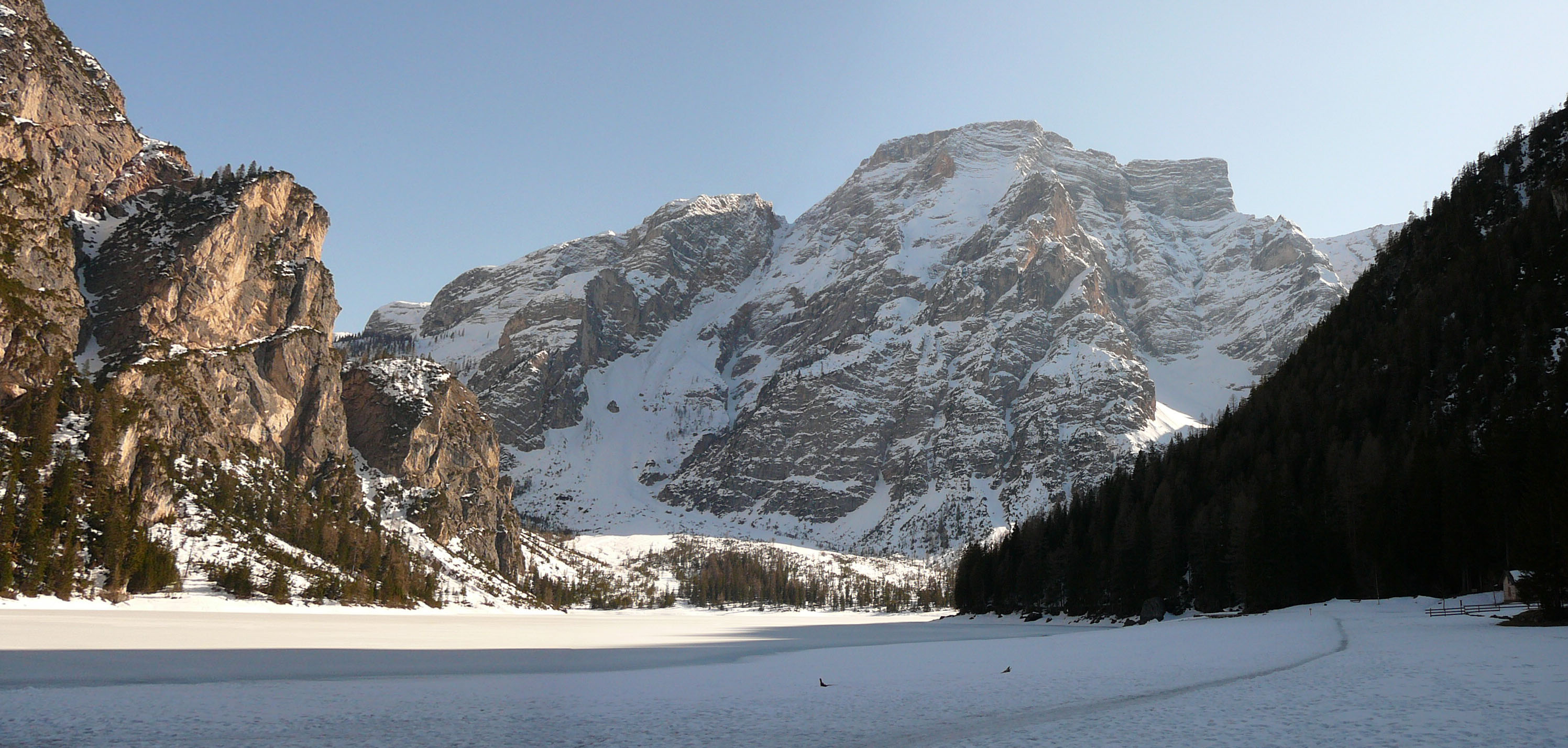
A Braies-tó télen, háttérben a Seekofel (Croda del Becco) sziklái

A monda szerint a Braies-völgy környékét valaha vademberek lakták – nem gonoszok, de meglehetősen barátságtalan külsejük volt. A környező hegyek sok aranyat rejtettek, amelyet ezek az emberek nagyon kedveltek a csillogása miatt, de megkeményedett tőle a szívük. Időközben pásztorok érkeztek a völgybe állataikkal. A vademberek megmutatták aranyból készített ékszereiket, némelyek még nyakláncokat és gyűrűket is ajándékoztak nekik. A pásztorokat elvakította az arany ragyogása, és elkezdték lopkodni az aranytárgyakat, amikor csak alkalmuk volt rá. Ez természetesen civakodáshoz vezetett a két nép között, mígnem a vademberek megelégelték a helyzetet, és forrást fakasztottak a völgyben. Ebből jött létre a Braies-tó, amely elzárta tőlük a pásztorokat, hogy ne tudjanak többé felmenni hozzájuk a hegyekbe és lopkodni tőlük.

## Kirándulások a tó körül

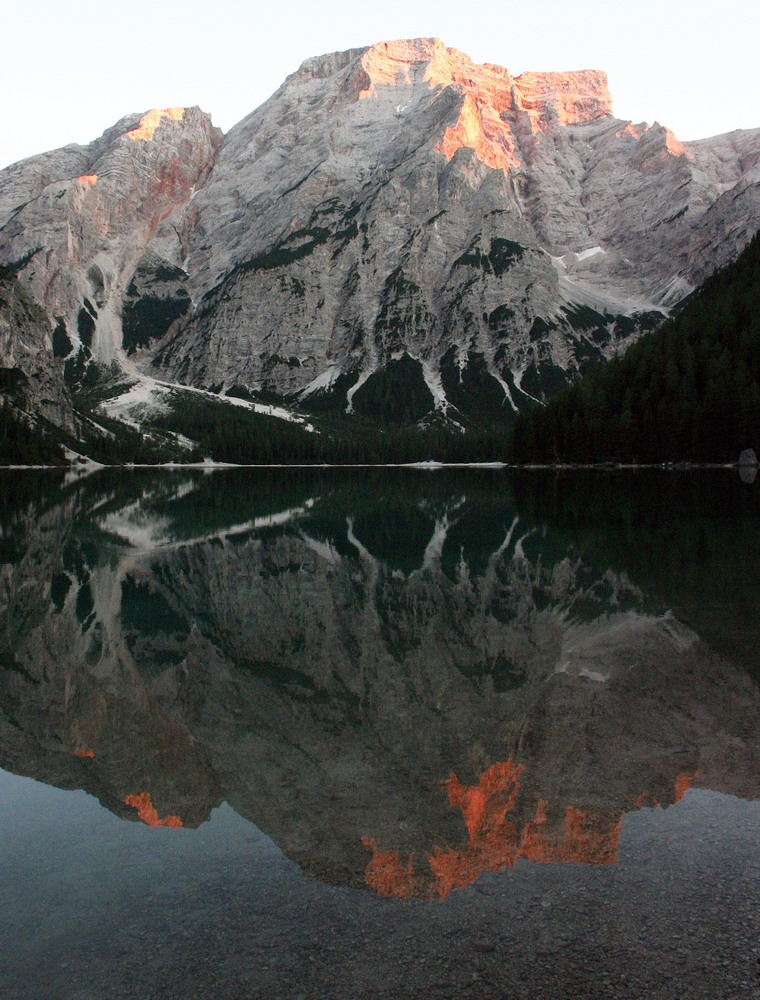
A Braies-tó naplementekor, a vízben a Croda del Becco sziklái tükröződnek

A tó önmagában is megér egy kirándulást, kb. egy óra alatt lehet körbejárni. Kristálytiszta vizében a tavat körülölelő hegyek, különösen a Croda del Becco világos sziklafala tükröződik. (Télen a lavinaveszély miatt gyakran lezárják a tavat övező gyalogutat, főképpen annak keleti, veszélyesebb oldalán. Ilyenkor a tó befagyott jegén sétálhatunk.)
A tó északi végében, a parkoló mellett áll a Pragser Wildsee szálloda és étterem, a híres hegymászónő, Emma Hellenstainer hagyatéka. Innen indul az északnyugati irányba vezető 20-as turistaút, amelyről kissé letérve feljuthatunk a Kühwiesenkopfra, ahonnan gyönyörű kilátás nyílik a tóra.
Az igen frekventált 1-es turistaút dél felé vezet, ezen a tavat körbebástyázó hegycsúcsok közül a legmagasabbra, a Croda del Beccóra érünk fel. Ez nehezebb, de nem különösebben veszélyes útvonal.

## Fordítás
- Ez a szócikk részben vagy egészben  a   Lago di Braies című olasz Wikipédia-szócikk ezen változatának fordításán alapul.  Az eredeti cikk szerkesztőit annak laptörténete sorolja fel. Ez a jelzés csupán a megfogalmazás eredetét és a szerzői jogokat jelzi, nem szolgál a cikkben szereplő információk forrásmegjelöléseként.